# Janne Thurman
Johan (Janne) August Thurman, född 7 januari 1866 i Åbo, död 22 juli 1931 i Grankulla, var en finländsk bankman.
Thurman blev filosofie doktor 1900. Han var 1892–1898 lärare vid olika läroverk i Helsingfors, men ägnade sig från 1902 helt åt affärslivet. Han grundade 1906 Ab Grankulla som köpte jord i Esbo för att där skapa ett lantligt villasamhälle. Thurman var i flera årtionden primus motor i bolaget och verkade aktivt till förmån för Grankulla. Han var 1909–1911 disponent för Strengbergs tobaksfabrik i Jakobstad och 1911–1918 direktör i Nylands aktiebank samt, efter fusionen 1919, i Helsingfors Aktiebank, vars Grankullakontor han förestod från 1925. Han utgav J.T. berättar om sig själv (1931).